# Carl Friedrich Phil.Sigm. Martius
Carl Friedrich Phil.Sigm. Martius (1829 - 1899) fou un micòleg, naturalista, i botànic alemany.